# Théophile Gautier
Théophile Gautier (30. srpna 1811, Tarbes, Francie – 23. října 1872, Neuilly-sur-Seine, Francie) byl francouzský spisovatel, básník, dramatik a kritik.

## Život
Narodil se v rodině royalistického úředníka v Tarbes v departmentu Hautes-Pyrénées. V roce 1814 se rodina přestěhovala do Paříže. Zde studoval na prestižních středních školách Lycée Louis-le-Grand a Lycée Charlemagne. Zde navázal přátelství s Gérardem de Nerval. Původně studoval tři roky malířství u Louis-Édouard Rioulta. Pétrus Borel a Gérard de Nerval jej představili Victoru Hugovi. Toto setkání jej vedlo k rozhodnutí stát se básníkem. Byl členem kroužku Le Petit-Cénacle (1829-1833), jehož členy byli Prosper Mérimée, Théophile Gautier, Gérard de Nerval, Philothée O'Neddy, Xavier Forneret, Charles Lassailly, kteří se scházeli v ateliéru sochaře Jehana Duseigneur. V únoru roku 1830 se zúčastnil jako jeden z hlavních organizátorů slavné premiéry Hugovy hry Hernani v divadle Comédie-Française (v den Hugových osmadvacátých narozenin) známé jako „Bitva o Hernaniho“. Tato hra byla manifestem nastupujícího romantismu proti zavedené klasicistní linii. Gautier byl přítelem řady romantiků, Charles Baudelaire mu věnoval své Květy zla (Les Fleurs du mal, 1857). Ve vlastní tvorbě se však nenechává romantismem omezovat a mísí ve svých pracích nejrůznější vlivy.
V polovině třicátých let se jeho rodiče odstěhovali do Passy. Gautier, který žil se svými přáteli bohémským životem, se musel sám živit. Na Balzacovu přímluvu začal psát do Chronicle de Paris, kde otiskl několik povídek a kritik. Poté přešel do Figara a později do La Presse. Zde debutoval článkem o malbách Eugèna Delacroix. Dále napsal drtivou kritiku obrazu Cromwell nad rakví Karla I.. Tímto článkem napadl měšťanského malíře Hippolyte Delaroche na vrcholu popularity. Později začal otiskovat i divadelní kritiky.
Ze své cesty do Belgie s Gérardem de Nerval napsal první cestopisnou reportáž, později otištěnou v knize Zigzags. V květnu 1840 odjel do Španělska, kde krátce před tím skončila občanská válka, a strávil tam téměř půl roku. Z těchto cest napsal knihu Tra los montes.
Za svou práci sekretáře výboru pro návrh Napoleonovy hrobky byl jmenován členem Řádu čestné legie (Légion d'honneur).
Sám se cítil především básníkem. Aby ale uživil rodinu, věnoval se především žurnalistice. Psal pro celou škálu periodik, od literárních magazínů po deníky s vysokým nákladem. V letech 1836–1855 psal články do La Presse, v letech 1855–1870 do Le Moniteur universel, v letech 1856–1859 redigoval časopis L'Artiste.
Aby si odpočal od vyčerpávající novinářské práce, navracel se k poesii, hodně cestoval a psal pro divadlo.
Ze svých cest (Španělsko (1840, 1846, 1849 a 1864), Alžír (1845 a 1862), Itálie (1850), Řecko a Turecko (1852), Rusko (1858–1859 a 1861), Egypt (1869)) psal reportážní knihy. Dále na kratších cestách navštívil a psal o Anglii, Nizozemsku, Belgii, Německu a Švýcarsku.
Rovněž začal psát baletní libreta. První z nich, Giselle (1841, hudba: Adolphe Charles Adam), napsal pro sestru své ženy, slavnou tanečnici Carlottu Grisi (Carlotta Grisi jako Giselle]). Po obrovském úspěchu tohoto baletu napsal několik dalších baletních libret, z nichž jsou známy např. La Péri (1843, hudba: Friedrich Burgmüller) nebo Sakountala (1858, hudba: Ernest Reyer).
Zemřel v roce 1872 v Neuilly-sur-Seine a byl pochován na pařížském hřbitově Montmartre.

## Dílo
První básně napsal ve věku patnácti let. První sbírku básní Poésie publikoval v červenci 1830, ve dnech červencové revoluce, druhou s názvem Albertus v roce 1832. Byl členem kroužku romantických básníků, ve vlastní tvorbě se však nenechává romantismem omezovat a mísí ve svých pracích nejrůznější vlivy: fantastické vlivy, komiku, satanismus, dandysmus apod. Později napsal sbírku šesti satirických povídek Les Jeunes France, Romans goguenards, ve které zesměšnil dobové romantické a módní trendy. Tuto knihu vydal Eugéne Renduel, se kterým jej seznámil Victor Hugo.
Byl členem kroužku v Impasse du Doyenné (mimo jiné: Arsène Houssaye, Alphonse Esquiros, Gérard de Nerval, malíři Camille Rogier a Eugène Delacroix), který se již zabýval uměním bez romantických gest. Gautierův román Slečna de Maupin (Mademoiselle de Maupin, 1836) šokoval svou smyslovostí. Předmluva k tomuto románu byla prvním manifestem l'art pour l'artismu. Je zde vyjádřen názor, že umění nemá složit žádnému programu – jediné kritérium je krása.
Ve své vrcholné básnické sbírce Emaily a kameje z roku 1852 Gautier předznamenává hnutí parnasistů. Patrně nejznámější jsou jeho „historické“ romány Román mumie a Kapitán Fracasse.

## Spisy
- Poésie (1830) – básně
- La Cafetière (1831) – povídka
- Albertus ou l'Ame et le péché (1832, Albertus neboli Duše a Hřích) – báseň
- Les Jeunes France, Romans goguenards (1833, Mladofrancouzi, výsměšné romány) – satirické povídky
  - Sous la table
  - Onuphrius, ou les Vexations fantastiques d’un admirateur d’Hoffmann
  - Daniel Jovard, ou la Conversion d’un classique
  - Celle-ci et celle-là, ou la Jeune-France passionnée
  - Élias Wildmanstadius, ou l’Homme moyen-âge
  - Le Bol de punch
- Mademoiselle de Maupin (1836, Slečna de Maupin) – erotický a psychologický román
- La Morte amoureuse (1836, Mrtvá milenka) – povídka
- La Chaîne d'or (1837, Zlaté pouto) – povídka
- La toison d’or (1839, Zlaté rouno) – povídka
- La Comédie de la Mort et poésies diverses (1838)
- Une nuit de Cléopâtre (1838, Noc Kleopatřina) – povídka
- Tra los montes 1840 – cestopisné reportáže
- Le Pied de momie (1840, Noha mumie) – povídka
- Giselle (1841) – baletní libreto, hudba: Adolphe Charles Adam
- Le Voyage en Espagne (Cesta do Španělska)
- La Péri (1843) – baletní libreto, hudba: Friedrich Burgmüller
- Le Roi Candaule (1844, Král Kandaules)
- España (1845) – básně inspirované výtvarným uměním
- 1846: Le Club des haschichins
- Émaux et Camées (1852, Emaily a kameje) – básně
- Arria Marcella (1852) – povídka
- Avatar (1856) – povídka
- Le Roman de la momie (1858) – historický román z doby starého Egypta
- Histoire de l'art dramatique en france depuis vingt-cinq ans (Dějiny dramatického umění ve Francii v uplynulých 25 letech, 6 dílů, 1858–1859) – knižní vydání Gautierových divadelních recenzí
- Honoré de Balzac (1859) – životopisná studie
- Le Capitaine Fracasse (1863, Kapitán Fracasse) – historický román z doby Ludvíka XIII.
- Spirite (1866, réalisme fantastique)
- Charles Baudelaire (1869) – esej
- Histoire du romantisme (1874, Dějiny romantismu)
- Portraits contemporains (1874, Současné portréty)

## České překlady
- Krásná Jenny (1884, přel. B. Frida)
- Gisela: Fantastický balet o dvou jednáních (1886, přel. Jaroslav Vrchlický)
- Uhrančivé oči; Cvrček; Pavilon nad vodou (1887, přel. Bedřich Frida)
- Noc Kleopatřina (1907, přel. Oskar Frank)
- Zamilovaná mrtvá (1909, přel. Josef Klička)
- Markýzin psík (1912, v souboru 1000 nejkrásnějších novel, sv. 12)
- Noha mumie (1912, přel. A. Muťovský)
- Zlaté rouno (1912, přel. J. Hart)
- Slečna de Maupin (1914, přel. Jaromír Krecar a Stanislav Malec)
- Kapitán Frakas (1915, přel. Marie Majerová)
- Arria Marcella (1917, přel. Adolf Velhartický)
- Noha mumie; Dýmka opia (1918, přel. J. Hart)
- Avatar (1919, přel. M. Kolářová)
- Charles Baudelaire (1919, přel. Otokar Levý; 1995 překlad O. Levého upravil Petr Turek)
  - V roce 2021 zpracováno v Českém rozhlasu jako šestidílná četba na pokračování, z překladu Otokara Levého připravil Petr Turek. V režii Dimitrije Dudíka četl Aleš Procházka.[2]
- Fortunio (1919, přel. M. Kolářová)
- Noc Kleopatřina (1921, přel. Anna Bortlíková)
- Slečna de Maupin (1924, přel. Josef Vorel)
- Román mumie (1925, přel. Fráňa Elpl)
- Militona (1927, přel. Ladislav Havel)
- Zlaté rouno (1927, přel. Jan Brožek)
- Krásná Hana (1929, přel. J. Poch)
- Noc Kleopatry (1930, přel. B. Mašínová)
- Výbor z básní (1930, přel. Jaroslav Haasz)
- Dopis paní presidentce (1932)
- Kapitán Fracasse (1946, přel. Květa Milcová)
- Kapitán Fracasse (1967, přel. Josef Kostohryz)
- Román mumie (1970, přel. Eva Formanová)
- Kapitán Fracasse (1984, přel. Eva Musilová; 2. vyd. 1988, 3. vyd. 1995, 4. vyd. 2012)
- Klub požívačů hašiše (1995, přel. L. Koubková a M. Hodoušková, v souboru textů Kouzlo hašiše)

## Fotogalerie

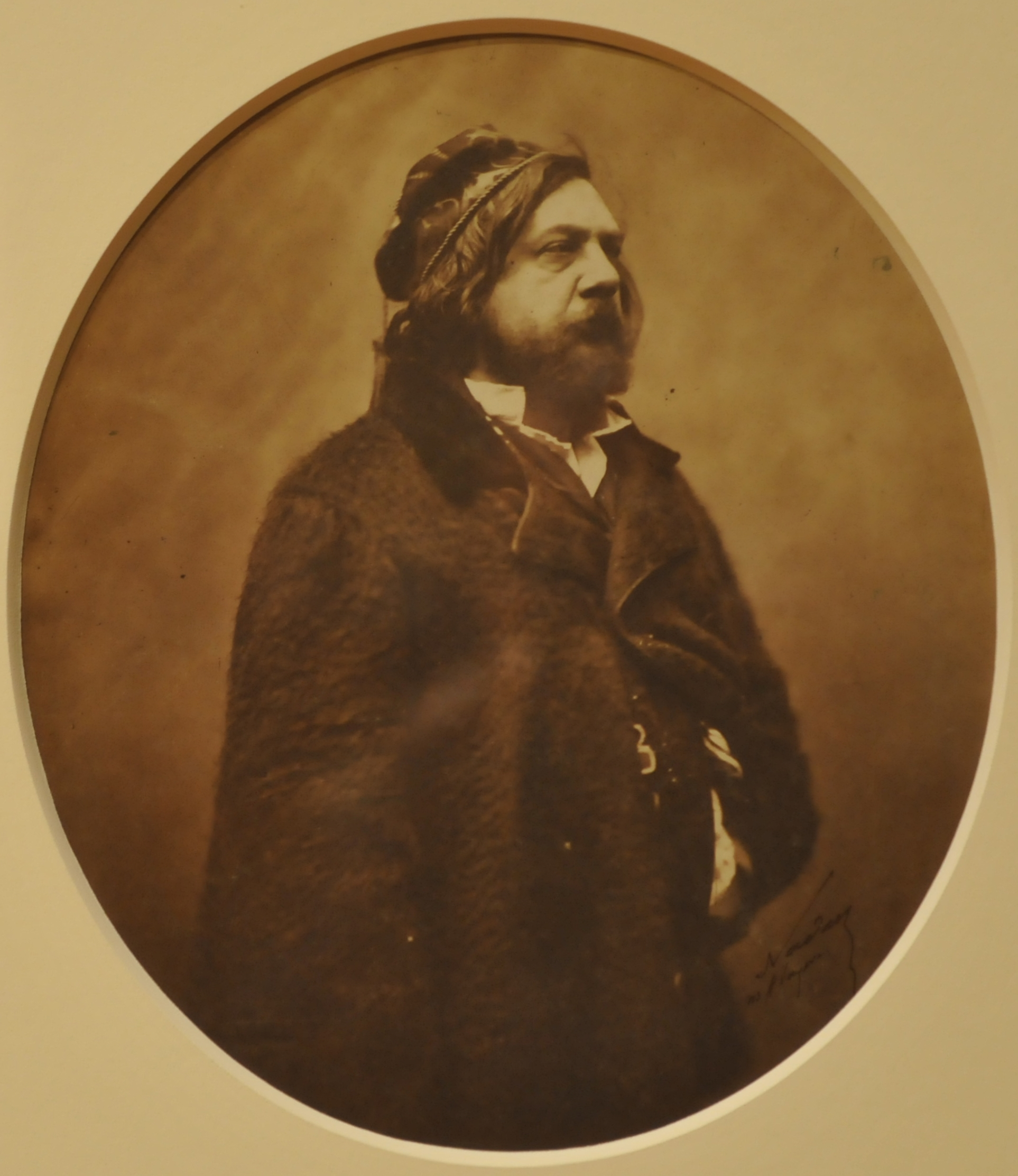
Théophile Gautier, fotografie od Nadara
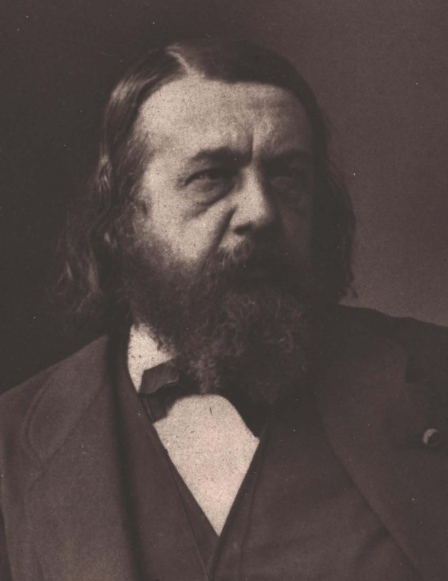
Théophile Gautier
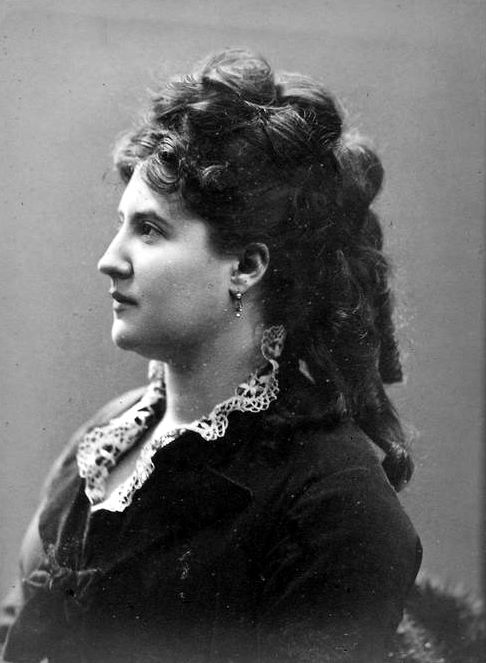
Jeho dcera Judith Gautier (1880)
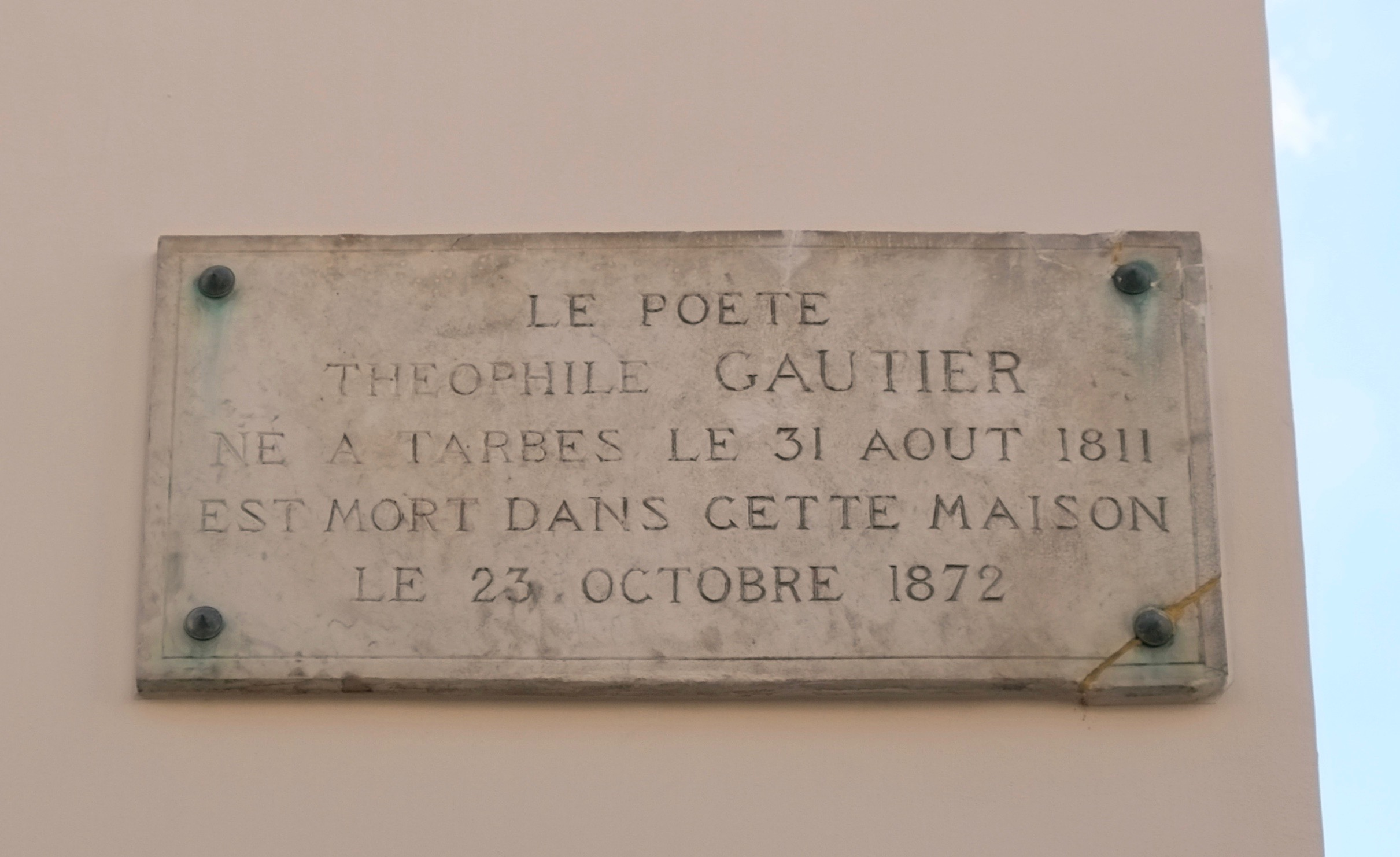
Pamětní deska na domě, v kterém zemřel (Rue de Longchamp; Neuilly-sur-Seine)
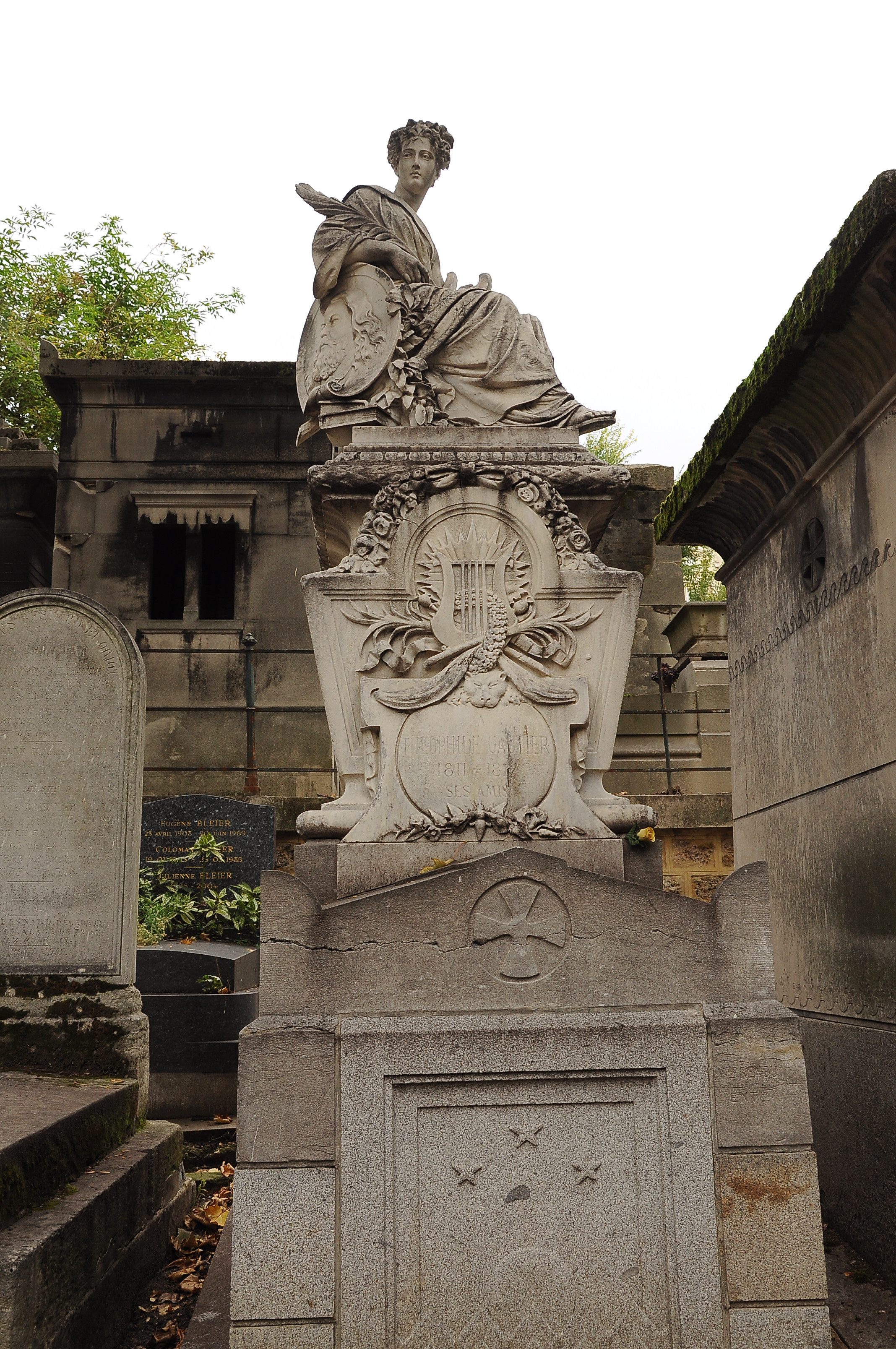
Jeho hrob na pařížském hřbitově Montmartre
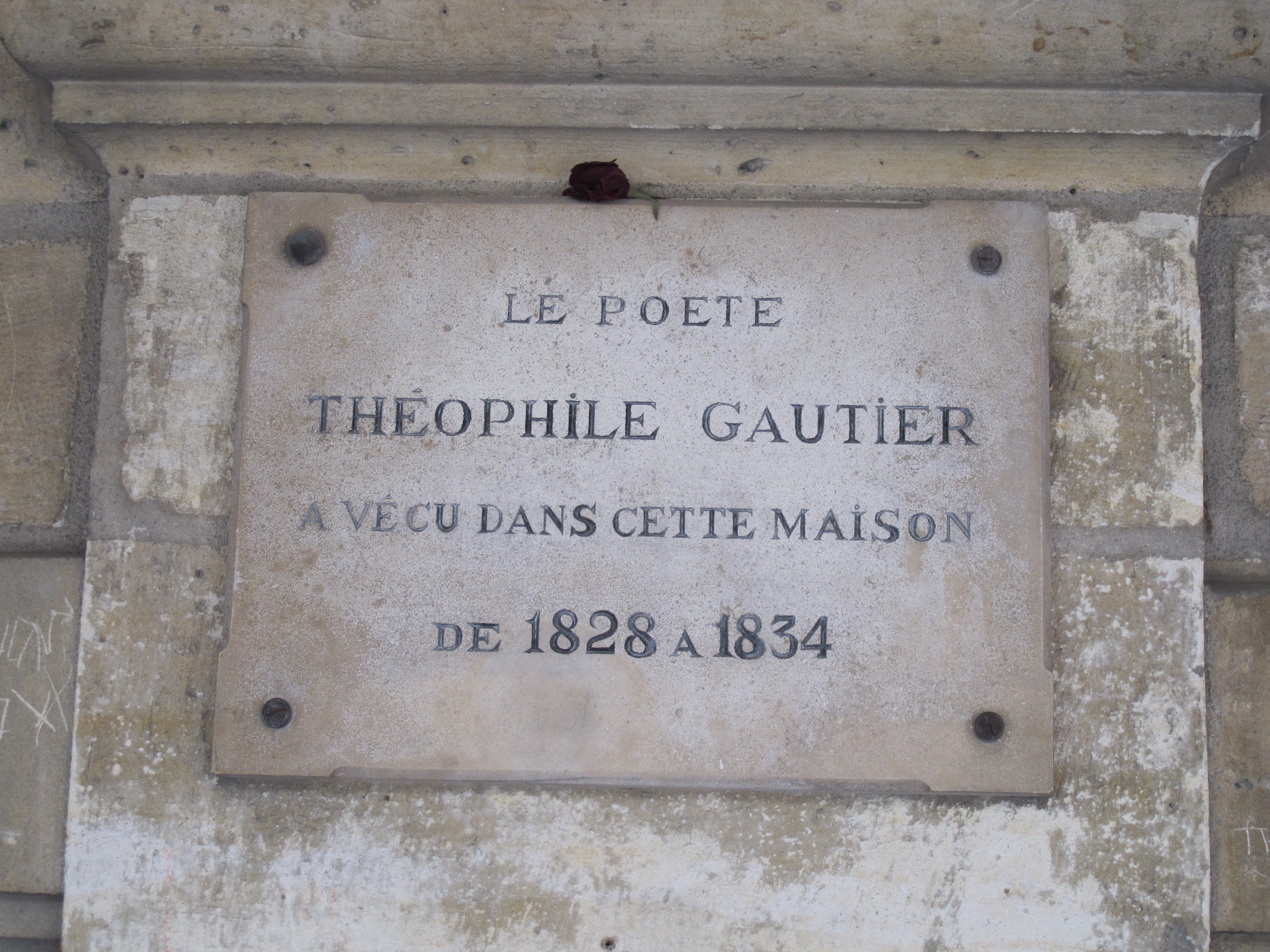
Pamětní deska v Paříži (Hôtel de Fourcy, Place des Vosges, Paris)